# Georgios Zaimis
Georgios Zaimis (em grego:  Γεώργιος Ζαΐμης; Pireu, 28 de junho de 1937 — 1 de maio de 2020) foi um velejador grego, campeão olímpico. Ele competiu nos Jogos Olímpicos de Verão de 1960 na classe Dragon e conquistou a medalha de ouro a bordo do Nirefs, ao lado de Odysseus Eskitzoglou e do então Príncipe Herdeiro Constantino II. Junto com seus colegas tripulantes do Nireus, ele foi nomeado um dos Atletas Gregos do Ano de 1960.
Nos Jogos Olímpicos de Verão de 1964, em Tóquio, ele e sua tripulação conquistaram o 8º lugar para a Grécia na classe Dragon, com o Proteus II.